# Casa di Ignazio Villa
La casa di Ignazio Villa è un edificio storico del centro di Firenze, situato tra Il Prato 2 e via Santa Lucia.

## Storia e descrizione
L'edificio fu realizzato attorno al 1850-1852 dallo scultore milanese Ignazio Villa per il duca Scotti di Milano, quando tutta la zona era interessata da un'intensa attività edilizia (per esempio la vicina Rotonda dei Barbetti risale al 1845 e la villa Favard al 1855-1858). Qui lo stesso Villa ebbe per un certo periodo il proprio studio di architettura e scultura. Si tratta di un insolito esempio (almeno per l'ambito fiorentino) di architettura neogotica applicata alla tipologia della residenza privata, purtroppo nel Novecento manomesso da un mutilante intervento che ne ha eliminato molti degli elementi decorativi che lo caratterizzavano (ben documentati nella loro ricchezza da disegni e incisioni), e che per lungo tempo ha ricondotto la tinteggiatura degli intonaci al più tradizionale bianco, rendendo incomprensibile quella denominazione di 'casa rossa' con la quale l'edificio era un tempo noto e che, secondo le cronache di Ugo Pesci, destava "meraviglia e scandalo de' buongustai fiorentini". 
Il palazzetto si erge in posizione scenografica davanti a via Curtatone per chi guarda dall'Arno. Ha uno sviluppo compatto e prevalentemente verticale che ricorda vagamente Orsanmichele. L'arco a sesto acuto domina la decorazione, sia nei portali al pian terreno, nelle lunette laterali, nelle finestre e negli archetti del sottogronda. Entro gli archi dei portali laterali al pian terreno sono stati inseriti dei rosoni in ferro battuto, di gusto eclettico, mentre il portale centrale, strombato e decorato da semicolonnine, ha bassorilievi nel sottarco e una lunetta più piccola. 
Lo neogotico riveste - come una trama - le intere superfici dei tre prospetti, con nicchie, guglie, archetti, pinnacoli, cariatidi, archivolti e strombature ricche di decorazioni, inserendo terrazzini dai parapetti traforati. Internamente un ingresso conduce al vano delle scale, le cui prime branche si presentano a tenaglia. Nel vanoi scale sono state ricollocate, dopo il restauro, alcuni gessi di statue e busti di Ignazio Villa. Superiormente l'edificio è concluso da un terrazzo panoramico, a cui si accede da una scaletta a chiocciola in ferro. 
Il suo uso come albergo (Hotel Albion) ha comportato il taglio di alcuni portoni per consentire l'areazione delle cucine. A riscattare in parte la sfortuna dell'edificio nel Novecento è stato condotto tra il 2010 e il 2012 un intervento di restauro che, oltre a restituire dignità alle facciate con il rifacimento degli intonaci e l'integrazione di molti degli elementi decorativi, ha in parte riproposto le cromie originarie (progetto e direzione dei lavori dell'architetto Adriano Rabacchin, responsabile per la Soprintendenza architetto Lia Pescatori).